# 基準運転時分
基準運転時分（きじゅんうんてんじふん）とは、鉄道において、鉄道運行計画の際にダイヤグラムを作成するために、あらかじめ算出してある列車の停車場間での標準の所要時間のことである。主にJRで用いられる用語で、ほぼ同じ概念のことを民鉄では計画運転時間、駅間運転時間などと呼んでいる。

## 概要
鉄道の運行計画はダイヤ図を作成することにより行われるが、ダイヤ図に引いた列車が実際に運行可能であるためにはダイヤ上の停車場間の所要時間が車両の性能上達成可能なものでなくてはならない。各停車場間を走行するために最低限必要とされる時間は駅間の距離だけではなく、勾配やカーブ、車両の性能などの条件によって変化する。このため車両の形式や列車種別などごとに各停車場間の標準の所要時間をあらかじめ算出して表にしておき、ダイヤ作成時に停車場間の所要時間がその値以上となるようにする。この値のことを基準運転時分と呼ぶ。

## 計算方法
基準運転時分は運転曲線を引いて計算される。
まず、車両の性能や速度制限等の条件を満たした上で最も速く走る時の所要時間を計算する。この値をJRでは計算時分、民鉄では作図時間などという。この段階では1秒単位で求められている。この値をその路線の運行計画で用いられる時間単位に切り上げ、または切り捨てて基準運転時分を求める。
時間単位は鉄道事業者や路線により異なり、5秒や10秒、15秒といった値が用いられる。京浜急行電鉄や近畿日本鉄道（同社では2007年より）では、一部の列車を1秒単位で設定している事例もある。
計算時分（作図時間）を切り上げるか切り捨てるかについては、以下に記述するように、一定した方法がない。
日本での運転曲線については、JRグループでは路線を通じた基準運転時分の合計値が計算時分の合計値を上回るように、適宜切り上げまたは切り捨てしている。これに対して民鉄では基本的に切り上げて求めている。また、運転曲線を引く時点でも、JRグループにおいては路線の最高速度や車両の加速性能などを限界一杯まで見て計算しているのに対して、大部分の民鉄ではある程度割り引いた数値で計算している。これらのことから、JRグループの基準運転時分は余裕をほとんど含まない限界ぎりぎりの値であるのに対して、民鉄の計画運転時間はその値そのものに余裕を含んでいる。
また、ダイヤを作成する際に、JRグループでは基準運転時分に適宜余裕時分を加えて算出するのに対して、民鉄では計画運転時間をそのまま使用している。基準運転時分は、JRグループでは各停車場間ごとに、車両の形式、列車種別、発停車場と着停車場の停車と通過の別、発停車場と着停車場における使用番線などで分類されてそれぞれ定められる。車両の形式が同じであっても、編成両数やMT比が異なる場合は、性能が異なるため、別に速度種別が定められていることが多い。使用番線によって分類するのは、分岐器通過時の速度制限が番線によって異なる場合が多く、所要時間に影響するためである。これらの条件全てについて場合分けして基準運転時分を求めることはあまりに膨大な作業量となるため、実際に用いられる組み合わせに限って計算されることが多い。車両の形式や列車種別については、所要時間に大きな影響がない場合は複数の形式や種別をまとめてしまうこともある。使用番線についても主に使用する番線についてのみ計算し、それ以外の番線を使用する場合には一定の値を加算して代用することがある。各条件について最も悪い条件で計算して実際の所要時間に比べて過大な基準運転時分を求めておき、余分の所要時間は余裕時分とする場合もある。列車のスピードアップを図るために細かく査定をやり直して過大に計算されていた基準運転時分を切り詰めることもある。これらのことから、JRグループでは、ある路線での単一の区間であっても、複数の基準運転時分を有している事例が多い。一方で民鉄では、車両形式やMT比、編成両数の長さに関係なく、最も性能の劣っている車種による運転曲線をベースにして、列車種別毎に基準運転時分を算出する方法を採っており、ある路線での単一の区間における基準運転時分を列車種別毎に極力統一している事業者が多い。ただし、京浜急行電鉄のように、車種および列車種別での最高速度の違いなどの理由で、複数の基準運転時分を設けている場合がある。
途中の停車場を通過する列車に関しては、出発停車場から到着停車場まで一括して運転曲線を引いて基準運転時分を求め、個別の通過停車場の通過時刻は定めないことがある。この場合でも連動駅については通過時刻を定める例が多い。逆に各駅停車の列車であっても、JR山手線のように各停車駅の時刻を定めず、主要駅のみ時刻を定めていることもある。時刻を定めている駅を採時駅、定めていない駅を非採時駅と呼ぶ。
このように、ダイヤに必要とされる余裕（回復余力）をどこに持たせるかの発想や、基準運転時分を性能および速度や列車種別によって複数設定するのか、あるいは列車種別毎に極力統一するのかと言うなどの思想が、JRグループと民鉄各社で異なっている。
なお、第三セクター鉄道や公営鉄道での計算方法については不明である。